# Derebey
Derebey fou un títol popular a l'Imperi Otomà, donat pel poble a alguns caps turcs que a partir del segle xviii es van fer virtualment independents a l'Àsia Menor. Els historiadors oficials els anomenen mulaghallibe (‘usurpadors') o de vegades khanedan (‘grans famílies').
Aquestos senyors tenien bases de poder en territoris de l'Àsia Menor on gaudien d'un fort suport local. Deixaven les seves forces al sultà però internament eren independents. Com que el seu càrrec era hereditari la seva política era a més llarg termini que els paixes i, per tant, millor per la població (a la que els paixes treien tot el possible en el menor temps possible). Degut al suport popular i a l'ajuda que donaven al govern, la Porta els va tolerar i només actuava en cas de revolta oberta. Amb la guerra amb Rússia de 1768 a 1774 el sistema de derebeys es va estendre força i van dominar pràcticament tota l'Anatòlia. El 1801 no hi havia cap part de l'eyalat d'Anadolu ni del de Karaman sota el control del govern. Sota Selim III va arribar al cim del poder destacant el Kara Othman-oghlu (Karaosmanoğlu) i els Çapanoğlu al costat de les reformes del sultà, mentre els Djaniki s'oposaven a aquestes reformes. El suport dels derebeys va portar al poder al gran visir Mustafà Pasha, que va confirmar els drets i autonomia dels derebeys en una gran convenció a Istanbul (1808).
Tanmateix, després de la guerra amb Rússia (1812) el sultà Mahmud II va decidir posar fi a la situació i ho va aconseguir amb mesures polítiques, policials i militars. El sistema va ser substituït en molts llocs per paixes designats pel govern. El 1866 foren sotmesos els darrers derebeys als districtes de Çukurova i Kozan (bàsicament els Menemendjioğlu, els Kökülüoğlu i els Kozanoğlu.
El terme derebey va perdre significat polític però va restar per designar els gran senyors hereditaris que encara exercien drets quasi feudals sobre els camperols.

## Principals dinasties dederebeys
- Karaosmanoğlu, a Aydin, Manisa i Pèrgam, governant els sanjaqs de Saruhan i Aydın
- Çapanoğlu[1] o Djabbar-oghlu, a Bozok, governant els sanjaqs de Bozok (Yozgad), Kayseri, Amasya, Ankara, Niğde i, fins i tot en algun moment, Tars
- Djaniki, de Djanik (família d'Ali Pasha), a la regió de Trebisonda
- Katipzadeoğlu, a Izmir
- Cihanoğlu, a Koçarlı
- Arpazlı, a Nazilli
- Kozanoğlu, a Kozan
- Menemencioğlu, a Karaisalı
- Ilyasoğlu, a Kush Adasi (prop d'Efes), que governaven el sanjaq de Menteshe amb seu a Bodrum
- Kuçuk Alioğlu, a Payas i temporalment a Adana
- Yilanlioğlu, a Isparta i Egridir i a la regió d'Antalya
- Osman Pazvantoğlu, a Vidin
- Alemdar Mustafa Pasha, a Rusçuk